# Sonorama
 (janvier 2013).
Si vous disposez d'ouvrages ou d'articles de référence ou si vous connaissez des sites web de qualité traitant du thème abordé ici, merci de compléter l'article en donnant les références utiles à sa vérifiabilité et en les liant à la section « Notes et références ».
Sonorama, est un magazine français culturel, apparu en 1958 et publié jusqu'en 1962.
Sonorama traite de sujets aussi variés que la politique, le sport, la musique, les faits divers, l'art... Il présente l'originalité de proposer des actualités sonores captées sur des disques souples, appelé Flexi disc, en lecture de chaque page du magazine.

## Historique
Sonorama est créé en septembre 1958 à l'initiative de Louis Merlin, fondateur d'Europe 1 et d'Ithier de Roquemaurel, président du groupe Hachette.
Le rédacteur en chef s'appelle Jean-Pierre Castel, la société éditrice est Sonopresse, la distribution est confiée aux NMPP.
Dans plusieurs numéros, Louise de Vilmorin, Pierre Mac Orlan, René Payot, Max Favalelli, Jean Cocteau, (...), signent des articles. Pierre Bellemare commente des reportages sonores[Lesquels ?].
La première publication a lieu en octobre 1958. Celle-ci est arrêtée définitivement en juillet 1962 après 42 numéros, conséquence d'un prix de vente jugé trop élevé.
Lui succède en 1964, Théâtrorama, magazine publié jusqu'en 1970[réf. nécessaire].